# Бельмунд
Бельмунд (нем. Bellmund) — коммуна в Швейцарии, в кантоне Берн.
Входит в состав округа Нидау. Население составляет 1336 человек (на 31 декабря 2006 года). Официальный код — 0732.

## Города-партнёры
- Добронин  (Чехия)